# ザ・ターニング
『ザ・ターニング』（原題: The Turning）は、2020年に公開されたアメリカ合衆国のホラー映画。監督はフローリア・シジスモンディ、主演はマッケンジー・デイヴィスが務めた。本作はヘンリー・ジェイムズが1898年に発表した小説『ねじの回転』を原作としている。
本作は日本国内で劇場公開されなかったが、2020年12月23日にブルーレイ+DVDが発売された。また、ドリームワークス・ピクチャーズ作品におけるホラー映画として製作されるのは、『ザ・リング』シリーズ以来15年ぶりとなり、アンブリン・エンターテインメント作品におけるホラー映画として製作されるのは、『ポルターガイスト』（1982年版）以来38年ぶりとなる。
パーティシパントは、2020年11月にアンブリン・パートナーズとの出資を終了し、同社への関係を終わらせたため、本作における日本国内においては、パーティシパントがアンブリン・パートナーズの出資を担当していない最初の作品となる。

## 概略
ケイトは2人の孤児（マイルズとフローラ）の家庭教師として雇われ、メイン州の田舎町にある大邸宅で2人と一緒に暮らすことになった。ほどなくして、ケイトは心霊現象に遭遇するようになり、「あの2人は何か暗い秘密を抱えているのではないか」という疑念を抱くようになった。

## キャスト
※括弧内は日本語吹替。
- ケイト・マンデル - マッケンジー・デイヴィス（御沓優子）
- マイルズ・フェアチャイルド - フィン・ウルフハード（鈴木裕斗）
- フローラ・フェアチャイルド - ブルックリン・プリンス（山下音彩）
- ダーラ・マンデル - ジョエリー・リチャードソン（近内仁子）
- バート - マーク・ヒューバーマン
- ピーター・クイント - ナイアル・グリーグ・フルトン
- ミセス・グロース - バーバラ・マーテン（杉山佳寿子）
- ミス・ジェッセル - デナ・トムセン
- ナンシー - カレン・イーガン

## 製作

### 1度目の企画
2016年3月、スティーヴン・スピルバーグの肝いり企画だった『ねじの回転』の映画化企画が始動し、フアン・カルロス・フレスナディージョが監督に起用された。その際、タイトルは『Haunted』になると発表された。8月1日、アルフレ・ウッダードが本作に出演するとの報道があった。11日、ローズ・レスリーの出演が決まった。9月21日、撮影開始の5週間前だったにも拘わらず、スピルバーグが製作の中止を命じた。本作の脚本をリライトしたスコット・Z・バーンズが登場人物の設定やタイトル、ストーリーの流れを変更した結果、オリジナルの脚本とあまりにもかけ離れたものになってしまったからである。その脚本を見たスピルバーグは「スタジオがゴーサインを出した企画とはまるで違うものになってしまった」と考え、製作中止を決断したのである。その段階で、製作費1700万ドルのうち500万ドルが費やされていたが、製作サイドはそれでも仕切り直しを決断し、フレスナディージョ及びバーンズとの契約を打ち切った。

### 2度目の企画
2017年8月24日、本作のタイトルが『Haunted』から『The Turning』に変更されると共に、フローリア・シジスモンディが監督に起用されたとの報道があった。10月3日、マッケンジー・デイヴィスの出演が決まったと報じられた。12月13日、フィン・ウルフハードが起用されたとの発表があった。2018年1月4日、ブルックリン・プリンスが本作に出演することになったとの報道があった。

### 撮影・音楽
本作の主要撮影は2018年2月14日にアイルランドで始まり、同年4月6日に終了した。
2019年4月25日、ネイサン・バーが本作で使用される楽曲を手掛けるとの報道があった。2020年1月24日、本作のサウンドトラックが発売された。

## 公開・マーケティング
当初、本作は2019年2月22日に全米公開される予定だったが、後に、ユニバーサル・ピクチャーズは本作を公開スケジュールから引き上げ、同年2月22日に『ヒックとドラゴン 聖地への冒険』を封切ると発表した。2019年2月、本作の全米公開日が2020年1月24日に決定したと報じられた。
2019年10月9日、本作のオフィシャル・トレイラーが公開された。12月23日、1分間の新しい予告編が公開された。

## 興行収入
本作は『ジェントルメン』と同じ週に封切られ、公開初週末に700万ドル前後を稼ぎ出すと予想されていたが、その予想は的中した。2020年1月24日、本作は全米2571館で公開され、公開初週末に695万ドルを稼ぎ出し、週末興行収入ランキング初登場6位となった。

## 評価
本作は批評家から酷評されている。映画批評集積サイトのRotten Tomatoesには87件のレビューがあり、批評家支持率は13%、平均点は10点満点で3.69点となっている。サイト側による批評家の見解の要約は「スタイリッシュではあるが、ゴチャゴチャしている。『ザ・ターニング』はヘンリー・ジェイムズの古典的名作の映画化としては出来損ないであり、ホラーを求めてやまない観客は原作小説の方を読むであろう。」となっている。また、Metacriticには24件のレビューがあり、加重平均値は35/100となっている。なお、本作のCinemaScoreは最低評価のFとなっている。